# بانوی اول (فیلم)
بانوی اول (انگلیسی: First Lady) فیلمی است که در سال ۱۹۳۷ منتشر شد.

## بازیگران
- کی فرانسیس
- پرستون فاستر
- آنیتا لوئیس
- والتر کانلی
- مارجوری رامبئو
- لوئیز فازندا
- هنری اونیل
- گرانت میچل
- مارجری گیتسون
- لوسیل گلیسون